# Urdaneta (Lara)
Pour les articles homonymes, voir Urdaneta.
Urdaneta est l'une des neuf municipalités de l'État de Lara au Venezuela. Son chef-lieu est Siquisique. En 2011, la population s'élève à 61 381 habitants.

## Géographie

### Subdivisions
La municipalité est divisée en quatre paroisses civiles avec, chacune à sa tête, une capitale (entre parenthèses) : 
- Moroturo (Santa Inés) ;
- San Miguel (Aguada Grande) ;
- Siquisique (Siquisique) ;
- Xaguas (Baragua).